# Campionati africani di atletica leggera 2014 - Salto triplo maschile
Il concorso del salto triplo maschile ai Campionati africani di atletica leggera di Marrakech 2014 si è svolto il 12 e 13 agosto 2014 allo Stade de Marrakech in Marocco.
La gara è stata vinta dal sudafricano Godfrey Khotso Mokoena, che ha preceduto il nigeriano Tosin Oke, argento, e il namibiano Roger Haitengi, bronzo.

## Risultati

### Qualificazione
Regola di qualificazione: si qualificano in finale gli atleti che raggiungono la misura di 16,10 metri (Q) o i dodici migliori (q).
| Class | Gruppo | Atleta                 | Nazione            | #1     | #2    | #3    | Risultati | Note |
| ----- | ------ | ---------------------- | ------------------ | ------ | ----- | ----- | --------- | ---- |
| 1     | B      | Issam Nima             | Algeria            | 16.27w |       |       | 16.27w    | Q    |
| 2     | A      | Godfrey Khotso Mokoena | Sudafrica          | x      | 16.15 |       | 16.15     | Q    |
| 3     | B      | Roger Haitengi         | Namibia            | 16.13  |       |       | 16.13     | Q    |
| 4     | B      | Tosin Oke              | Nigeria            | 15.94  | –     | –     | 15.94     | q    |
| 5     | B      | Mamadou Gueye          | Senegal            | 15.86  | 14.04 | –     | 15.86     | q    |
| 6     | A      | Elijah Kimitei         | Kenya              | 15.78  | 15.66 | 15.24 | 15.78     | q    |
| 7     | B      | Hugo Mamba-Schlick     | Camerun            | x      | 15.75 | –     | 15.75     | q    |
| 8     | A      | Olu Olamigoke          | Nigeria            | 15.60  | –     | –     | 15.60     | q    |
| 9     | B      | Tarik Bouguetaïb       | Marocco            | 15.52  | x     | 15.20 | 15.52     | q    |
| 10    | B      | Abderrahim Zehouani    | Marocco            | 15.50  | 14.41 | 15.36 | 15.50     | q    |
| 11    | B      | Aude Damba Dianana     | Rep. del Congo     | 15.19  | 13.67 | 15.30 | 15.30     | q    |
| 12    | A      | Louahab Kafia          | Algeria            | 15.22  | x     | x     | 15.22     | q    |
| 13    | A      | Armand Tsoaoule        | Camerun            | 14.96  | 15.05 | 14.91 | 15.05     |      |
| 14    | A      | Mohamed Rihani         | Libia              | 14.60  | 14.82 | 15.03 | 15.03     |      |
| 15    | B      | Getu Dekeba            | Etiopia            | x      | 14.60 | x     | 14.60     |      |
| 16    | B      | Luis Dyangani Oko      | Guinea Equatoriale | 14.06  | 13.96 | 13.89 | 14.06     |      |
| dns   | A      | Mamadou Cherif Dia     | Mali               |        |       |       | dns       |      |
| dns   | A      | Abdelkrim Mlaab        | Marocco            |        |       |       | dns       |      |

### Finale
| Class   | Atleta                 | Nazione        | #1     | #2     | #3     | #4      | #5     | #6     | Risultati | Note |
| ------- | ---------------------- | -------------- | ------ | ------ | ------ | ------- | ------ | ------ | --------- | ---- |
| Oro     | Godfrey Khotso Mokoena | Sudafrica      | 17.03  | x      | 15.17  | 16.48w  | –      | 16.90w | 17.03     |      |
| Argento | Tosin Oke              | Nigeria        | 16.60  | 16.96  | x      | 16.74   | 16.80w | 16.97  | 16.97     |      |
| Bronzo  | Roger Haitengi         | Namibia        | 16.37  | 16.45  | 16.05  | 16.42   | 16.56  | 16.72w | 16.72w    |      |
| 4       | Issam Nima             | Algeria        | 15.87  | 16.26w | 16.34  | 16.03   | 16.33  | 16.61w | 16.61w    |      |
| 5       | Hugo Mamba-Schlick     | Camerun        | 16.36w | 16.24w | 16.11  | 14.55   | 16.10  | 16.21  | 16.36w    |      |
| 6       | Olu Olamigoke          | Nigeria        | 16.18  | 15.84  | –      | 15.86   | –      | –      | 16.18w    |      |
| 7       | Mamadou Gueye          | Senegal        | x      | 15.78  | 15.94w | 15.62   | 16.11  | 15.87  | 16.11     |      |
| 8       | Tarik Bouguetaïb       | Marocco        | 15.88  | 14.33w | x      | 14.70 w | –      | x      | 15.88     |      |
| 9       | Abderrahim Zehouani    | Marocco        | 14.72  | x      | 15.49  |         |        |        | 15.49     |      |
| 10      | Louahab Kafia          | Algeria        | 15.27  | x      | 15.36  |         |        |        | 15.36     |      |
| 11      | Elijah Kimitei         | Kenya          | 15.23  | –      | –      |         |        |        | 15.23     |      |
| 12      | Aude Damba Dianana     | Rep. del Congo | x      | x      | 13.87  |         |        |        | 13.87     |      |